# チスパダーナ共和国

チスパダーナ共和国

チスパダーナ共和国の三色旗

Repubblica Cispadana (イタリア語)

1796年の北イタリアの地図
モデナ公国と教皇領北部（右下）に
チスパダーナ共和国が建国された。

チスパダーナ共和国（イタリア語: Repubblica Cispadana）は、ナポレオン軍下のイタリア北部において1796年に誕生した国家である。翌年にはチザルピーナ共和国に統合された。

## 歴史
1796年10月16日、モデナにおいて行われたモデナ、ボローニャ、フェラーラ、レッジョ・エミーリアの各地方の代表者による会議により、4つの街をチザルピーナ連邦（Confederazione Cispadana）としてまとめることとなった。会議はナポレオンにより非公式に企画され、彼の軍隊が年初にイタリアの北部を横切ること、イタリアの状況を安定させるのが必要なこと、オーストリア攻撃用の新しい部隊の編成のことが話し合われた。12月に会議は、4つの地方がチスパダーナ共和国として結集し、その他のイタリアの人々をそこに招集し組み入れることを宣言した。また、カッチャトーリと砲兵からなる都市警備隊がおかれた。
1797年1月7日、レッジョ・エミーリアの三色旗の間において行われた会議は政権を決定し、国旗として赤白緑の帯で、中央には戦勝記念章とその上に元になった4つの地方を現す4本の矢が入った箙を月桂冠で囲んだ紋章が置かれた、横向きの三色旗を採択した。
6月9日、チスパダーナ共和国はトランスパダーナ共和国と合併し、チザルピーナ共和国となった。